# Tachina pingbian
Tachina pingbian là một loài ruồi trong họ Tachinidae.